# Foreigner (álbum)
Foreigner é o álbum de estréia de Foreigner, lançado em 1977.